# Seth Klarman
Seth Andrew Klarman (New York, 21 maggio 1957) è un imprenditore, scrittore miliardario e gestore di hedge fund statunitense, co-fondatore e presidente del Baupost Group, una partnership di investimento privata con sede a Boston. Segue da vicino la filosofia di investimento di Benjamin Graham ed è diventato noto per l'acquisto di asset impopolari mentre sono sottovalutati, cercando un margine di sicurezza ed approfittando di qualsiasi aumento di prezzo. Dall'avvio del fondo da 27 milioni di dollari nel 1982, ha realizzato un ritorno sull'investimento composto del 20%. Gestisce un patrimonio di 30 miliardi di dollari.
Nel 2008, è stato inserito nella Hall of Fame dei gestori di hedge fund di Institutional Investor Alpha. Secondo Forbes la sua fortuna personale è di 1,50 miliardi di dollari ed è il 15° gestore di hedge fund con i guadagni più alti al mondo nel 2017. Ha fatto numerosi paragoni con l'investitore Warren Buffett, e, parafrasando la frase di Buffett come "Oracolo di Omaha ", è conosciuto come "Oracolo di Boston".

## Biografia
Seth Klarman è nato nel maggio 1957 a New York da genitori ebrei. Quando aveva sei anni, la famiglia si trasferì nella zona di Mt. Washington a Baltimora, nel Maryland, vicino al Pimlico Race Course. Suo padre, Herbert E. Klarman, era un economista della sanità pubblica presso la Johns Hopkins University e sua madre un'assistente sociale psichiatrica. I suoi genitori divorziarono poco dopo il loro trasferimento a Baltimora.
Quando aveva quattro anni ridecorò la sua stanza per adattarla a un negozio al dettaglio, mettendo i cartellini dei prezzi su tutte le sue cose e fece una presentazione orale alla sua classe di quinta elementare sulla logistica dell'acquisto di un'azione. Crescendo, ha intrapreso una serie di piccole iniziative imprenditoriali, tra cui un percorso di carta, un chiosco di coni di neve, un'attività di spalatura della neve e ha venduto collezioni di francobolli nei fine settimana. Quando aveva 10 anni acquistò la sua prima azione, un'azione di Johnson & Johnson (le azioni furono frazionate tre per uno e nel tempo triplicarono il suo investimento iniziale). Il suo ragionamento dietro l'acquisto dell'azione era che aveva usato molti cerotti (un prodotto dell'azienda) durante i suoi primi anni. All'età di 12 anni chiamava regolarmente il suo broker per ottenere quotazioni di borsa.
Klarman frequentò la Cornell University di Ithaca, nello Stato di New York, sembrava interessato a specializzarsi in matematica, scelse invece economia. Si è laureato magna cum laude in economia con una specializzazione in storia nel 1979.  Nell'estate del suo ultimo anno, fece uno stage presso un fondo comune di azioni e fu presentato a Max Heine e Michael Price. Dopo la laurea, è tornato in azienda per lavorare per 18 mesi prima di decidere di frequentare la Harvard Business School  dove è stato compagno di classe di Jeffrey Immelt, Steve Burke, Stephen Mandel, James Long e Jamie Dimon.

## Carriera
Dopo Harvard, ha fondato Baupost Group con il professore di Harvard William J. Poorvu e i partner Howard H. Stevenson, Jordan Baruch e Isaac Auerbach. Il nome è un acronimo basato sui nomi dei fondatori (il nome è stato deciso prima che Klarman si unisse al progetto). Poorvu ha chiesto a Klarman di gestire il denaro che aveva raccolto dalla vendita della sua quota in una stazione televisiva locale e il fondo è stato avviato con 27 milioni di dollari di capitale iniziale. Il suo stipendio iniziale era di 35.000 dollari all'anno, considerato basso rispetto alle offerte di lavoro alternative; in seguito ricordò che gli altri fondatori "stavano correndo un grosso rischio con una persona relativamente inesperta". All'inizio della sua carriera di investitore, era solito tormentare i venditori di Goldman Sachs con così tante domande sulle loro opzioni e opinioni sui mercati che avevano paura di alzare il telefono se vedevano che Baupost stava chiamando.
Nel febbraio 2008, Klarman venne informato che un hedge fund con sede a Londra, Peloton Partners, era stato costretto a liquidare più di un miliardo di dollari di asset. Klarman decise di aprire il suo fondo a nuovi investitori raccogliendo successivamente 4 miliardi di dollari di capitale, principalmente da grandi fondazioni e donazioni della Ivy League. Credeva che nei mesi successivi ci sarebbero state varie opportunità di mercato e, dopo il crollo di American International Group (AIG) e Lehman Brothers, ha investito molto nei mercati azionari, a volte acquistando 100 milioni di dollari in azioni e altri asset al giorno. Mentre il mercato era in ribasso a causa delle conseguenze della crisi, acquistò molti titoli e obbligazioni in difficoltà. All'inizio del 2009, dopo che JPMorgan Chase aveva acquisito Washington Mutual come parte del loro accordo con il Dipartimento del Tesoro degli Stati Uniti, le obbligazioni Sallie Mae restituivano somme a due cifre per Baupost. Nel complesso, la posizione obbligazionaria di Klarman si apprezzò del 25%; tuttavia, durante la crisi finanziaria, il suo fondo tornò dal -7% al -13%. Sebbene molti hedge fund avessero dovuto affrontare rendimenti negativi e basse performance durante la crisi e le sue conseguenze, Klarman notò un aumento delle posizioni azionarie descrivendolo come un "momento fortuito" per le plusvalenze del fondo. Lo stesso anno acquistò una quota di minoranza nei Boston Red Sox, tramite una partecipazione in Ed Eskandarian.
Nel 2009, Klarman ha iniziato ad acquistare crediti in difficoltà in seguito alla crisi finanziaria del 2007-2008. Ha comprato le obbligazioni di CIT Group, una holding finanziaria con sede a New York a 65 centesimi di dollaro con un tasso di rendimento del 15%. Dopo che la società è finita in bancarotta proprio quando Baupost ha iniziato a prestarle denaro, Carl Icahn ha concesso un prestito di 6 miliardi di dollari al gruppo CIT ma si è ritirato dall'accordo una settimana dopo. Ciò ha portato le obbligazioni ad accelerare il fallimento e ha dato al gruppo Baupost titoli del valore di 80 centesimi per dollaro per il loro debito nel gruppo CIT. Poco dopo la conclusione dell'accordo CIT, Klarman ha accumulato una partecipazione in una nuova società biotecnologica chiamata FacetBiotech, a un costo medio di 9 dollari per azione. All’epoca, FacetBiotech valeva 17 dollari per azione in contanti netti. Klarman ha osservato che quando le azioni vengono scorporate dalle società madri più grandi diventano "economiche e ignorate". Quando Biogen alla fine tentò un'acquisizione ostile della società alzando il prezzo a 14 dollari per azione, Abbott Laboratories chiese un accordo di 27 dollari per azione per l'acquisizione. Il fondo di Klarman chiuse quell'anno in rialzo del 27%.
Nel 2016, il fondo aveva un patrimonio in gestione di 31 miliardi di dollari.  Nel 2020 la partecipazione maggiore di Seth Klarman era eBay con un valore di 1,48 miliardi di dollari.

### Filosofia di investimento
Klarman è un noto sostenitore del value investing e ha dichiarato di sapere di esserlo fin dal primo anno di college all'età di 25 anni. Durante un'intervista alla Harvard Business School, ha affermato: "Si scopre che il value investing è qualcosa che è nel tuo sangue. Ci sono persone che semplicemente non hanno la pazienza e la disciplina per farlo, e ci sono persone che ce l'hanno. Quindi questo mi porta a pensare che sia genetico".
Alla domanda su cosa guida la strategia di investimento complessiva del suo fondo e come si inserisce il value investing nei mercati dei capitali, ha risposto:
Klarman è stato un accanito sostenitore degli insegnamenti di Benjamin Graham e durante la crisi finanziaria del 2007-2008 ha criticato il pensiero a breve termine di altri gestori di fondi. Crede che la mentalità "è questa volta diversa" e darà un'idea di falso senso di sicurezza per gli investitori che dovrebbero guardare al quadro più ampio. Sottolinea l'utilità dei cicli economici dell'economia e la loro tendenza autocorrettiva predestinata e perpetua. Klarman è noto per detenere dal 30% al 50% dei suoi fondi in contanti per evitare condizioni di mercato sfavorevoli e acquista solo azioni che ritiene abbiano un prezzo errato.
Effettua investimenti insoliti, acquistando asset impopolari mentre sono sottovalutati, utilizzando derivati complessi e acquistando "opzioni put". Durante i suoi primi anni alla guida di Baupost, si è impegnato a investire solo in aziende che non erano ampiamente accettate dalla comunità di Wall Street; ha sottolineato la gestione del rischio e l'utilizzo del margine di sicurezza. È un investitore molto conservatore e spesso detiene una notevole quantità di liquidità nei suoi portafogli di investimento, a volte superiori al 50% delle attività.  Nonostante le sue strategie non convenzionali, ha costantemente ottenuto rendimenti elevati. Klarman cerca società quotate a sconto (in modo da poter assumere azioni con un margine di sicurezza). Klarman e il suo fondo di solito vanno a "caccia dell'affare", quando le aziende sono in difficoltà o affrontano anni di bassa crescita o di declino. Nel 2015, quando i titoli energetici erano in calo, la sua azienda “ha iniziato a cercare accordi”. Secondo Institutional Investor, "[Klarman] è riuscito a sfruttare abilmente mercati sottovalutati, siano essi azioni, obbligazioni spazzatura, fallimenti, obbligazioni estere o immobili".
In un'intervista del 2011 con Charlie Rose, Klarman ha affermato di non utilizzare un terminale Bloomberg (un sistema informatico quasi onnipresente utilizzato nelle principali società finanziarie statunitensi per tenere traccia dei dati di mercato). Klarman ha dichiarato che, a causa della sua strategia a lungo termine, per lo più non è interessato alle fluttuazioni giornaliere dei prezzi.

## Posizioni politiche
Klarman ha donato a gruppi e candidati sia democratici che repubblicani pur essendo registrato come elettore indipendente. Tuttavia, dall'elezione di Donald Trump nel 2016, ha donato quasi esclusivamente ai democratici.  Ha anche donato ampiamente a cause filantropiche attraverso la Klarman Family Foundation, che gestisce con sua moglie. La fondazione ha un patrimonio di 700 milioni di dollari nel 2018 e ha donato 40 milioni di dollari nel 2016. Si concentra su iniziative pro-democrazia , come il sostegno a gruppi che proteggono i giornalisti, la lotta contro il fanatismo e la difesa dei diritti LGBT.
Klarman è uno dei principali sostenitori di organizzazioni no-profit politiche come l'Ending Spending Fund e l'American Unity Fund a favore del matrimonio tra persone dello stesso sesso. Ha dichiarato: "Sono un ragazzo complicato, ho idee abbastanza sfumate. Sto cercando di fare quella che penso sia la cosa giusta per il Paese".
Nelle elezioni presidenziali del 2016, ha effettuato la massima donazione di 5.400 dollari alla campagna di Hillary Clinton, affermando che "Donald Trump non è completamente qualificato per la carica più alta del paese".
Dopo l'insediamento del presidente Donald Trump, ha rilasciato una lettera molto diffusa (ma interna) ai membri del suo fondo in cui denunciava l'imminente clima di investimento. La lettera afferma:
Sebbene Klarman abbia donato 2,9 milioni di dollari ai candidati repubblicani nel 2016, ha dichiarato al New York Times nel settembre 2018: "Uno dei motivi per cui sono disposto a uscire dal mio guscio e parlare con voi è perché penso che sia in gioco la democrazia, e forse sarò in grado di convincere altre persone di questo, e convincerle a sostenere i democratici nel 2018". Klarman, che in passato era uno dei maggiori donatori del Partito Repubblicano nel New England, ha dichiarato al Times nel settembre 2018 di aver già contribuito con quasi 5 milioni di dollari a circa 150 candidati, tra cui il deputato Joe Kennedy III, il candidato al Senato Beto O'Rourke e la senatrice Kirsten Gillibrand. Le motivazioni di Klarman: "Dobbiamo trasformare la Camera e il Senato in un controllo su Donald Trump e la sua presidenza in fuga". Ha commentato che si sente "tradito" dai repubblicani "senza spina dorsale" e con "profili di codardia" e crede che l'unica opzione sia "agire come controllo ed equilibrio".

### Affiliazione filo-israeliana
Klarman è co-fondatore e presidente di The Times of Israel, con sede in Israele.
Secondo il sito Mondoweiss, Klarman ha sostenuto molte organizzazioni, tra cui la "Fondazione per la Difesa delle Democrazie", il "Progetto Israele", "Birthright Israel" e il "Middle East Forum".

## Vita privata
Klarman in genere mantiene un profilo basso, parlando raramente in pubblico o concedendo interviste.  Vive a Chestnut Hill, in Massachusetts, con sua moglie, Beth Schultz Klarman, che incontrò durante una crociera nel porto di Boston nel 1982; hanno tre figli.  Suo fratello, Michael Klarman, è professore alla Harvard Law School.

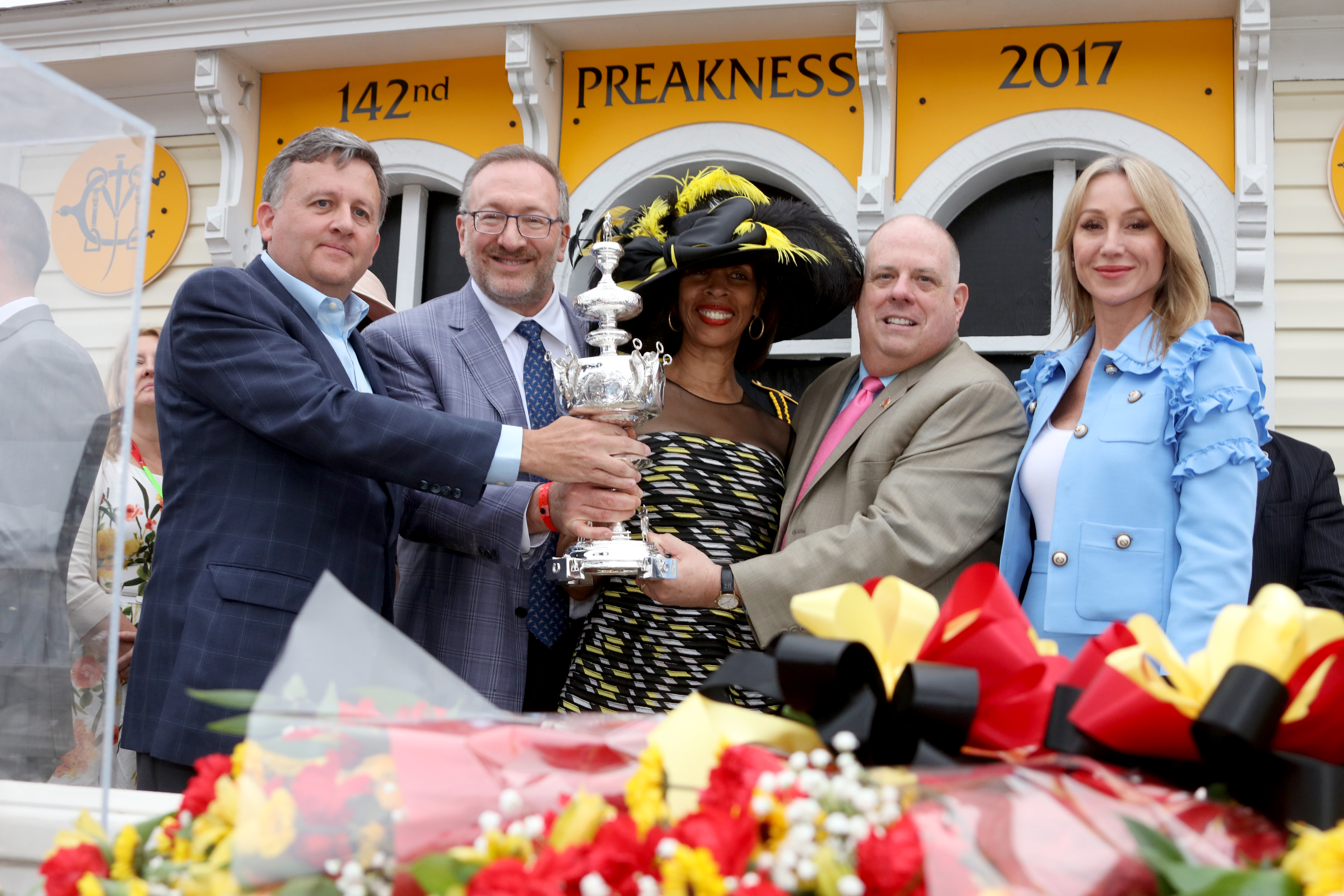
Klarman (secondo da sinistra) e William Lawrence posano con il governatore del Maryland dopo aver vinto il Preakness Stakes

### Corse di cavalli
Klarman possiede la Klaravich Stables Inc. e corre con William Lawrence dal 2006. Il loro cavallo, Cloud Computing, ha vinto il Preakness Stakes 2017.  Nel 2019, Klarman e Lawrence hanno vinto la categoria Outstanding Owner agli Eclipse Awards, principalmente grazie all'incredibile stagione per il loro cavallo Bricks and Mortar. Nel 2022 la scuderia ha vinto il Preakness Stakes in occasione del 65º compleanno di Seth Klarman.